# Killerpilze
Killerpilze (en català: 'Xampinyons assassins') és un grup de pop rock de Dillingen, Alemanya format el 2002.
Al principi la banda no comptava amb un nom. Aquest va ser acordat durant un sopar. Fabi, el bateria va ordenar una pizza de xampinyons i va comentar «Die sind ja Killer, die Pilze» ('Són assassins, els xampinyons') i basats en aquesta frase li van posar nom a la banda (Killerpilze).

## Història
Amb les seves pròpies cançons de pop-rock, la banda ha guanyat una multitud de fidels fans en la seva pròpia ciutat, país i a Europa. Killerpilze està format pels germans Jo i Fabi al costat del seu amic Max. Anteriorment conformat també pel baixista Schlagi qui va deixar la banda el 2007 per raons personals
Els membres de la banda, van tocar instruments de música clàssica mentre van estar en una escola de música. Schlagi va tocar la trompeta per 10 anys. Jo va tocar el piano, i el seu germà Fabi la trompeta.També Max, va tocar el piano diversos anys.
La primavera del 2006, la seva cançó debut Richtig Scheiße va aconseguir el Top 20 d'Alemanya. El seu segon senzill, Springt hoch, també va aconseguir nombrosos èxits, aconseguint els primers llocs en les llistes de música.
Després van llançar el seu tercer senzill Ich Kann Auch Ohne Dich el 6 d'octubre del 2006 i el seu nombre de fans va créixer ràpidament. Aquests nois entre els 17 i 22 anys van canviar l'escena musical alemanya, en presentar lletres juvenils i amb sentit per als seus fans i nombrosos crítics. Porten el Rock a la sang i han participat en més de 30 festivals de música. La seva gira i DVD van ser èxits instantanis a Alemanya, amb concerts en viu, presentacions especials, etc.
El 2007, van començar la gravació del seu següent àlbum. El següent senzill "Lieb mich Hass mich" ('Estima'm, odia'm') va fer el seu llançament el 13 de juliol i el vídeo va ser llançat dies abans. El següent senzill va ser Ich Brauche Nichts, i va presentar un nou vídeo el 20 d'agost de 2007.
El març de 2007, Schlagi va abandonar la banda per poder-se concentrar millor en els seus estudis i la seva graduació. La banda va agafar un nou baixista per a les presentacions en viu. Només es coneix el seu primer nom: "Benny" i no ha estat presentat com a membre oficial del grup. Max va ser l'encarregat de tocar el baix per als enregistraments en l'estudi.

## Treballs
Vídeos
- 2006:

- Richtig Scheiße
- Springt Hoch
- Ich Kann Auch Ohne Dich
- 2007:

- Liebmichhassmich
- Ich Brauche Nichts
- Stress Im Nightliner
- Letzte Minute
- 2010

- Drei
- Am Meer
Àlbums
- 2004: "Nach Vorne durch die Punkallee"
- 2006: "Invasion der Killerpilze"
- 2006: "Invasion der Killerpilze live DVD"
- 2007: "Mit Pauken und Raketen"
- 2010: "Lautonom" Llançat el 2010.03.19